# Divitdar Mehmed Pascià
Divitdar Mehmed Pascià (letteralmente: "Mehmed Emin Pascià lo Stenografo"; conosciuto anche come Divitdar Emin Mehmed Pascià o Emin Mehmed Pascià o Muhammad Pascià Amin) (... – al-Fustat, maggio 1753) è stato un politico ottomano.
Fu uno statista ottomano che servì come gran visir dell'Impero ottomano dal 1750 al 1752. Dopo questo, fu esiliato a Retimno sull'isola di Creta per tre anni.
Dopo essere tornato dall'esilio, prestò servizio come governatore ottomano dell'Egitto nel 1753. Morì un giorno (maggio 1753) o due mesi (agosto 1753) dopo aver assunto l'incarico di governatore dell'Egitto, al Cairo. Fu sepolto vicino al santuario e alla tomba di Al-Shafi'i.